# Пятый десяток (фильм-спектакль)
Пятый десяток — советский фильм-спектакль, поставленный режиссёром Игорем Владимировым в 1982 году с участием Алисы Фрейндлих.

## История создания фильма
Спектакль "Пятый десяток" был в репертуаре театра имени Ленсовета в сезонах 1978 - 1983 годов и вышел из репертуара после ухода Алисы Фрейндлих из театра, однако этот спектакль был снят на пленку (как фильм-спектакль) по желанию самой Алисы Фрейндлих на память о совместной работе с любимыми партнерами по сцене. 

## Сюжет
События в фильме охватывают 2 недели из жизни Екатерины Александровны Ёлочкиной, которая работает в библиотеке в городе Волжске.
Екатерина Александровна невысокая, худенькая, симпатичная женщина, умна, принципиальна, интеллигентна и есть в ней что-то по-детски наивное, откровенное до беззащитности. Её дочь Ася — избалованная слепо любящей мамой, хамка-вертушка, студентка 3-го курса театрального училища, приехала на каникулы.
Неожиданно на пороге библиотеки имени Пушкина, в которой работает Екатерина Александровна, появляется командировочный из Москвы ихтиолог, Игорь Николаевич Пушкин, который, в силу обстоятельств, снимает на время командировки комнату у Екатерины Александровны, так как его номер в гостинице отдали журналисту из Москвы Виталию Маринину, нагловатому и самоуверенному молодому человеку.
В день рождения к библиотекарше приходят гости. Приходит подруга Кена — провинциальная певица, мечтающая выйти на пенсию, чтобы не петь. Приходят друзья — читатели из библиотеки. Приходит сосед по коммунальной квартире, который знает её 32 года, с тех пор как вернулся с войны к эвакуированной жене. Приходит бывший одноклассник Аси, Петя Воронин, студент-заочник, только поступивший в Московский институт, безответно влюблённый в Асю.

## В ролях
1. Алиса Фрейндлих — Екатерина Александровна Ёлочкина, библиотекарь
2. Леонид Дьячков — Игорь Николаевич Пушкин, командированный ихтиолог
3. Ирина Мазуркевич — Ася, дочь Екатерины Александровны
4. Евгений Баранов — Петя, бывший одноклассник Аси
5. Ирина Замотина — Юрьева Евгения Викторовна
6. Борис Улитин — Виталий Маринин, журналист из Москвы
7. Елена Маркина — Ксения Ивановна (Кена), закадычная подруга Екатерины Александровны
8. Валерий Кузин — Яков Григорьевич, сосед Ёлочкиных по коммуналке
9. Пётр Шелохонов — Василий Никитич, член читательского совета, столяр-краснодеревщик
10. Цецилия Файн — Клавдия Трофимовна, жена Василия Никитича
11. Вера Улик — Валя

## Съёмочная группа
- Авторы сценария: Александр Белинский
- Режиссёр: Игорь Владимиров
- Оператор:
- Композитор: Георгий Портнов

## Технические данные
- Цветной